# ژاوی هرناندز
ژاویِر هرناندز کروز (به اسپانیایی: Xavier Hernández Creus) (زادهٔ ۲۵ ژانویهٔ ۱۹۸۰) که با نام ژاوی شناخته شده؛ بازیکن بازنشسته و سرمربی اهل اسپانیا است.ژاوی هرناندز یکی از بزرگ‌ترین هافبک‌های تاریخ فوتبال جهان است. او در سال ۱۹۸۰ در شهر تراسا، اسپانیا به دنیا آمد. ژاوی تمام دوران حرفه‌ای باشگاهی خود را عمدتاً در باشگاه فوتبال بارسلونا گذراند و با این تیم به افتخارات زیادی از جمله قهرمانی در لیگ قهرمانان اروپا دست یافت. سبک بازی او بر پایه پاس‌کاری دقیق، کنترل بازی و دید بی‌نظیر تاکتیکی بنا شده است. ژاوی همچنین یکی از ارکان اصلی تیم ملی اسپانیا در دوران طلایی این تیم بود که منجر به قهرمانی در یورو۲۰۰۸، جام جهانی۲۰۱۰ و یورو۲۰۱۲ شد. پس از بازنشستگی، وارد دنیای مربیگری شد و هدایت تیم‌هایی چون السد قطر و بارسلونا را بر عهده گرفت. او نماد فوتبال مالکانه و تکنیکی به سبک تیکی‌تاکا است..
ژاوی از سن ۱۱ سالگی فوتبال را شروع کرد و به عضویت در لاماسیا درآمد. او نخستین بازی خود را برای تیم بارسلونا در ۱۸ اوت ۱۹۹۸، مقابل مایورکا انجام داد و تا زمان جدا شدن از این تیم پس از ۱۷ سال، در بیش از ۵۰۰ بازی حضور داشت، ۵۸ بار گلزنی کرد و بیش از ۱۵۰ پاس گل داد. او به دلیل مهارت بالا در پاس‌کاری، کنترل توپ، دید، خلق موقعیت، کارهای تیمی و شیوه بازی تیکی تاکا به شهرت رسید و ۳۱ قهرمانی باشگاهی و ملی را به دست آورد تا پس از آندرس اینیستا پرافتخارترین بازیکن اسپانیایی در فوتبال نامیده شود.
او در سال ۲۰۰۹ سومین بازیکن سال جهان شد و در سال‌های ۲۰۱۰ و ۲۰۱۱ نیز در جایگاه سومین بازیکن سال اروپا قرار گرفت. ژاوی تا مدتی بهترین هافبک جهان به‌شمار می‌رفت، به گونه‌ای که در ۲۰۰۸ از سوی یوفا جایزه بهترین هافبک سال اروپا و در سال‌های ۲۰۰۸، ۲۰۰۹، ۲۰۱۰ و ۲۰۱۱، به مدت چهار سال پیاپی، فدراسیون تاریخ و آمار فوتبال او را به عنوان بهترین بازی‌ساز سال جهان برگزید. همچنین نام او پنج بار در لیست تیم منتخب سال یوفا و شش بار در تیم منتخب سال فیفا قرار گرفت.
ژاوی در رده ملی همراه با تیم ملی زیر ۲۳ سال اسپانیا به نایب‌قهرمانی در المپیک ۲۰۰۰ سیدنی رسید و به تیم ملی بزرگسالان اسپانیا دعوت شد. او پس از آن ۱۳۳ بار برای اسپانیا به میدان رفت و تأثیر زیادی در موفقیت‌های بزرگ تیم ملی کشورش (قهرمانی در جام جهانی ۲۰۱۰ آفریقای جنوبی و قهرمانی جام ملت‌های اروپا ۲۰۰۸ و ۲۰۱۲) داشت. ۹۲ درصد پاس‌های او در جام جهانی ۲۰۱۰ درست بود و در لیست بازیکنان منتخب جام جهانی جای گرفت. ژاوی همچنین با درخشش خود بهترین بازیکن یورو ۲۰۰۸ و تنها بازیکنی شد که در فینال دو جام ملت‌های اروپا (۲۰۰۸ و ۲۰۱۲) دو بار پاسِ گل داده است. او با قهرمانی در یورو ۲۰۱۲ جایزه شاهدخت آستوریاس در ورزش را دریافت کرد و پس از ناکامی در جام جهانی ۲۰۱۴ از تیم ملی اسپانیا کناره‌گیری کرد.

## اوایل زندگی
من به اندازه کافی خوش شانس بودم که با اخلاق بارسلونا بزرگ شدم. این به من ارزش بخشی از یک تیم را آموخت. «امروز برای تو، فردا برای من.» این ویژگی‌ها به‌طور کلی برای زندگی ضروری هستند.

—ژاوی در مورد یادگیری اخلاق تیمی بارسلونا در حالی که در سیستم جوانان باشگاه بود.
ژاوی که در تراسا، بارسلون، کاتولونیا به دنیا آمده، محصولی از آکادمی فوتبال بارسلونا، لاماسیا است که از سن ۱۱ سالگی جز ثابتی در تیم بارسلونا بوده است. پدرش گواگیم بازیکن اسبق تیم فوتبال سابادل بوده است. ژاوی که در تیم آکادمی راه خود را مشخص کرده عضوی کلیدی از تیم یوردی گونزالو در بارسلونا بی بود که به دستهٔ دومی راه یافتند.
ژاوی در ابتدا از بازیساز هموطن خود پپ گواردیولا در بارسلونا الهام گرفت، ژاوی در کودکی نیز فوتبال انگلیسی زیادی را تماشا می‌کرد و به هافبک‌هایی مثل جان بارنز، پل گاسکوئین و متیو لو تیسیه علاقه داشت.

## عملکرد باشگاهی

### بارسلونا

#### ۲۰۰۱–۱۹۹۸: دوران آغازین
پیشرفت ژاوی در تیم بارسلونا بی باعث شد تا او در بازی کوپا کاتالونیا مقابل لیدا در ۵ می ۱۹۹۸ به عنوان تیم اصلی حضور یابد. او اولین گل خود را در ۱۸ اوت ۱۹۹۸ در سوپرجام اسپانیا در سال ۱۹۹۸ مقابل مایورکا به ثمر رساند. اولین بازی ژاوی در لالیگا در برابر والنسیا در ۳ اکتبر ۱۹۹۸ در پیروزی ۳–۱ برای بارسلونا انجام شد. ژاوی در ابتدا به‌طور متناوب برای تیم‌های بارسلونا بی و بارسلونا بازی می‌کرد، زمانی که بارسلونا در رده دهم لیگ قرار داشت ژاوی تک گل بارسلونا را در پیروزی ۱–۰ مقابل رئال وایادولید به ثمر رساند. عملکرد چشمگیر ژاوی به این معنی بود که او به یکی از اعضای کلیدی تیم قهرمان لوئیس فن خال تبدیل شد و اولین فصل خود را با ۲۶ بازی به پایان رساند و به عنوان بهترین بازیکن سال لالیگا در سال ۱۹۹۹ انتخاب شد. ژاوی پس از مصدومیت پپ گواردیولا در فصل ۲۰۰۰–۱۹۹۹ به بازیساز اصلی بارسلونا تبدیل شد.

#### ۲۰۰۸–۲۰۰۱: موفقیت و کاپیتان دوم

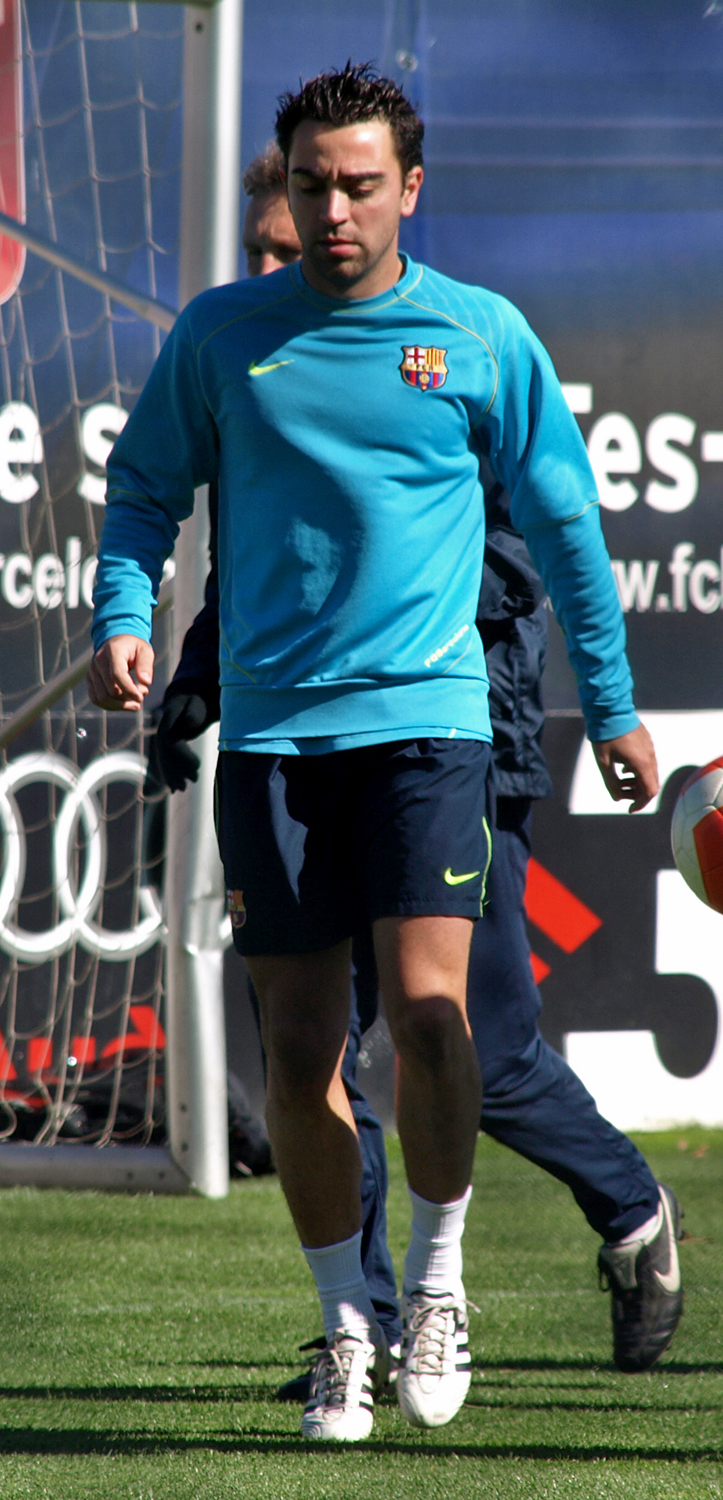
ژاوی در تمرین بارسلونا در سال ۲۰۰۸

در این سال‌ها بارسلونا در آستانه ورشکستگی قرار داشت و برای حفظ جایگاه خود در میان قهرمانان لالیگا تلاش می‌کرد. ژاوی با بازی در خط میانی اما در نقش دفاعی ۲۰ پاس‌گل و ۷ گل در این دو فصل (۲۰۰۲–۲۰۰۱ و ۲۰۰۳–۲۰۰۲) به ثمر رساند. در ۱۶ مارس ۲۰۰۲، او اولین گل خود را در ال‌کلاسیکو مقابل رئال مادرید به ثمر رساند.
ژاوی در فصل ۲۰۰۵–۲۰۰۴ به عنوان کاپیتان دوم انتخاب شد، و در این فصل به بارسلونا کمک کرد تا لالیگا و سوپرکاپ اسپانیا را ببرند. او در سال ۲۰۰۵ به عنوان بهترین بازیکن لالیگا اسپانیا انتخاب شد.
در فصل ۲۰۰۶–۲۰۰۵، ژاوی در تمرین رباط‌های زانوی چپ خود را پاره کرد. او به مدت چهار ماه از میادین دور ماند اما در ماه آوریل دوباره به بارسلونا بازگشت و برای پیروزی بارسلونا در فینال لیگ قهرمانان اروپا در سال ۲۰۰۶ مقابل آرسنال روی نیمکت ذخیره‌ها بود. او همچنین قهرمان لالیگا و سوپرکاپ اسپانیا شد.

#### ۲۰۱۲–۲۰۰۸: موفقیت پایدار داخلی و اروپایی
"ژاوی بازیکنی است که دی‌ان‌ای بارسلونا را دارد کسی که ذوق فوتبال دارد، کسی که متواضع است و کسی که به این باشگاه وفادار است. از اولین لحظه‌ای که بازی او را دیدم، می‌دانستم که او به مغز بارسلونا برای چندین سال آینده تبدیل خواهد شد."

—پپ گواردیولا سرمربی سابق بارسلونا، سپتامبر ۲۰۰۸.
پس از اینکه ژاوی به عنوان بهترین بازیکن تورنمنت، در جام ملت‌های اروپا ۲۰۰۸ انتخاب شد، با بایرن مونیخ در مورد انتقال صحبت کرد، اما پپ گواردیولا، سرمربی جدید بارسلونا، او را متقاعد کرد که برای باشگاه بسیار مهم است و اجازه خروج ندارد. ژاوی بخش اصلی قهرمانی سه‌گانه بارسلونا بود و چهارمین گل را در پیروزی ۴–۱ در فینال کوپا دل ری ۲۰۰۹ مقابل اتلتیک بیلبائو با یک ضربه ایستگاهی به ثمر رساند. در لالیگا، یکی از مهم‌ترین بازی‌های او در پیروزی ۶–۲ ال‌کلاسیکو مقابل رئال مادرید در ۲ می‌بود. او در این بازی چهار پاس‌گل داد، یک بار به کارلس پویول، یک بار به تیری آنری و دو بار به لیونل مسی، ژاوی با این چهار پاس‌گل نقش اصلی در این برد داشت.
ژاوی به بارسلونا کمک کرد تا در فینال لیگ قهرمانان اروپا ۲۰۰۹ با نتیجه ۲–۰ مقابل منچستریونایتد پیروز شود و پاس‌گل دوم را به مسی داد. پیش از بازی، سر الکس فرگوسن، سرمربی منچستر یونایتد، ترکیب هافبک میانی ژاوی و اینیستا را تمجید کرد و گفت: «فکر نمی‌کنم ژاوی و اینیستا در زندگی خود توپ را از دست داده باشند. در دنیا فقط چرخ‌فلک و آنها می‌توانند شما را دچار سرگیجه کنند.» ژاوی به خاطر عملکردی که در فصل ۲۰۰۹–۲۰۰۸ بارسلونا در لیگ قهرمانان اروپا داشت، به عنوان «بهترین هافبک لیگ قهرمانان اروپا» انتخاب شد. ژاوی با ۲۰ پاس‌گل بیشترین پاس‌گل در لالیگا به ثمر رساند ۷ پاس‌گل هم در لیگ قهرمانان اروپا داد. او در مجموع ۲۹ پاس گل در آن فصل به ثمر رساند.
ژاوی پس از تمدید قرارداد خود در فصل ۲۰۰۹–۲۰۰۸ تا سال ۲۰۱۴ با بارسا قرارداد داشت. قرارداد جدید او را با دستمزد ۷٫۵ میلیون یورو در سال به یکی از گران‌قیمت‌ترین درآمدهای باشگاه تبدیل کرد.
در فصل ۲۰۱۰–۲۰۰۹، ژاوی دوباره در صدر جدول قرار گرفت و هر دو پاس‌گل را در پیروزی ۲–۰ بارسلونا مقابل رئال مادرید در سانتیاگو برنابئو ارائه کرد. بارسلونا با ۹۹ امتیاز قهرمان لا لیگا شد و ژاوی دومین بازیکن برتر بارسلونا در یک رای‌گیری فصل شناخته شد. در ۳ ژوئن ۲۰۱۰، روزنامه مارکا چاپ مادرید به او مقام سوم را در جایزه سالانه جایزه آلفردو دی استفانو برای بهترین بازیکن لالیگا پس از مسی و کریستیانو رونالدو به ژاوی اعطا کرد.
در ۹ ژوئن ۲۰۱۰، ژاوی قرارداد ۴ ساله جدیدی با بارسلونا امضا کرد و قرارداد خود را تا سال ۲۰۱۶ تمدید کرد. در ۲۹ نوامبر، او سومین گل خود را در برابر رقیب اصلی خود یعنی رئال مادرید در برد خانگی ۵–۰ به ثمر رساند. در ۱۸ دسامبر، او یک گل دیگر مقابل اسپانیول در برد ۵–۱ به ثمر رساند. در لیگ قهرمانان، ژاوی با پاس‌گل داوید ویا در پیروزی خانگی مقابل آرسنال گل ارزشمندی به ثمر رساند که باعث شد بارسلونا به مرحله یک چهارم نهایی صعود کند.
ژاوی یکی از سه نامزد نهایی توپ طلای فیفا در سال ۲۰۱۰ بود و پس از هم تیمی‌هایش در بارسلونا یعنی لیونل مسی و آندرس اینیستا سوم شد. او به سختی مسی را شکست داد و جایزه بهترین بازیکن سال مجله ورلد ساکر را از آن خود کرد.
در ۲ ژانویه ۲۰۱۱، در بازی لیگ مقابل لوانته، ژاوی پانصد و چهل و نهمین بازی خود را برای این باشگاه در تمامی رقابت‌ها انجام داد و با رکورد میگوئلی برناردو برابری کرد. ژاوی بعدها تبدیل به بازیکنی شد که بیشترین بازی را برای بارسلونا در تمام دوران داشته است. در ۲۸ مه، ژاوی در فینال لیگ قهرمانان اروپا ۲۰۱۱ در استادیوم ومبلی در لندن عملکرد خوبی داشت و بارسلونا برای دومین بار در سه فصل گذشته منچستر یونایتد را شکست داد و ۳–۱ پیروز شد.
ژاوی فصل ۲۰۱۲–۲۰۱۱ را با فرم گلزنی خوب آغاز کرد و به نظر می‌رسید با وجود بازگشت طولانی مدت سسک فابرگاس و ارتقاء تیاگو برای ایجاد رقابت بیشتر برای جایگاه در پست‌های هافبک تهاجمی بارسا، تلاش خود را در تیم افزایش داد. در ۱۸ دسامبر، در فینال جام باشگاه‌های جهان ۲۰۱۱ در یوکوهاما، بارسلونا با گلزنی ژاوی و پاس‌گل به لیونل مسی، با نتیجه ۴–۰ مقابل تیم برزیلی سانتوس قهرمان شد.
ژاوی در بازی لیگ قهرمانان اروپا مقابل آث میلان گل پیروزی را به ثمر رساند، مسابقه‌ای حیاتی برای صعود بارسلونا به مرحله حذفی لیگ قهرمانان اروپا. در مجموع، ژاوی با ده گل در لا لیگا، دو گل در کوپا دل ری و یک گل در فینال جام باشگاه‌های جهانبهترین گلزنی دوران حرفه‌ای خود را در فصل ۲۰۱۲–۲۰۱۱ داشت.

#### ۲۰۱۵–۲۰۱۲: ادامه موفقیت و خروج
در ۱۸ دسامبر ۲۰۱۲، بارسلونا قرارداد ژاوی را تمدید کرد و آن را تا ۳۰ ژوئن ۲۰۱۶ تمدید کرد. او در پیروزی ۳–۲ بارسلونا مقابل رئال مادرید یک گل به ثمر رساند. بارسلونا تا آغاز سال ۲۰۱۳ عملاً قهرمانی لالیگا خود را به دست آورده بود و در نهایت با رکورد ۱۰۰ امتیازی رئال مادرید در فصل قبل برابری کرد.
در ۱۶ ژانویه ۲۰۱۴، ژاوی هفتصدمین بازی خود را برای بارسلونا در ترکیب اصلی مقابل ختافه در کوپا دل ری انجام داد. برای اولین بار در پنج سال گذشته، بارسلونا فصل را بدون یک جام مهم به پایان رساند. آنها در فینال کوپا دل ری توسط رئال مادرید با گل دیر هنگام گرت بیل شکست خوردند و آخرین بازی لیگ را به اتلتیکو مادرید باختند.
در ژوئن ۲۰۱۴، اعلام شد که ژاوی قصد جدایی پس از سال‌ها را از بارسلونا دارد. اما در ۲۲ ژوئیه، پس از گفتگو با لوئیس انریکه، سرمربی جدید و هم تیمی سابق خود، ژاوی تصمیم گرفت یک فصل دیگر در نیوکمپ بماند. او همچنین به عنوان کاپیتان باشگاه منصوب شد. در ۲۵ آوریل ۲۰۱۵، ژاوی پانصدمین بازی خود را در لالیگا انجام داد و هشتمین بازیکن تاریخ شد که به این افتخار دست پیدا می‌کند. در ۴ ژوئن، مراسم خداحافظی ژاوی در بارسلونا برگزار شد که بازیکنان، مدیران، دوستان و خانواده به او ادای احترام کردند.
در ۶ ژوئن ۲۰۱۵، ژاوی به عنوان بازیکن تعویضی در دقیقه ۷۸ به جای آندرس اینیستا وارد زمین شد تا هفتصد و شصت و هفتمین و آخرین بازی خود را برای بارسلونا در فینال لیگ قهرمانان ۲۰۱۵ انجام دهد، در پایان بازی این باشگاه پنجمین جام اروپایی خود را با شکست یوونتوس در برلین برد. ژاوی به عنوان کاپیتان باشگاه جام را بالای سر برد. این قهرمانی بارسلونا را تبدیل به اولین باشگاه در تاریخ کرد که دو بار سه‌گانه لیگ داخلی، جام حذفی داخلی و جام اروپا را به دست آورد. ژاوی، اینیستا، مسی، جرارد پیکه، پدرو، بوسکتس و دنی آلوز در هر دو تیم سه‌گانه حضور داشتند. ۷۶۷ بازی ژاوی یک رکورد باشگاهی بود تا اینکه در مارس ۲۰۲۱ توسط لیونل مسی شکسته شد.

### السد

#### ۲۰۱۹–۲۰۱۵: پایان فوتبال، شروع مربیگری

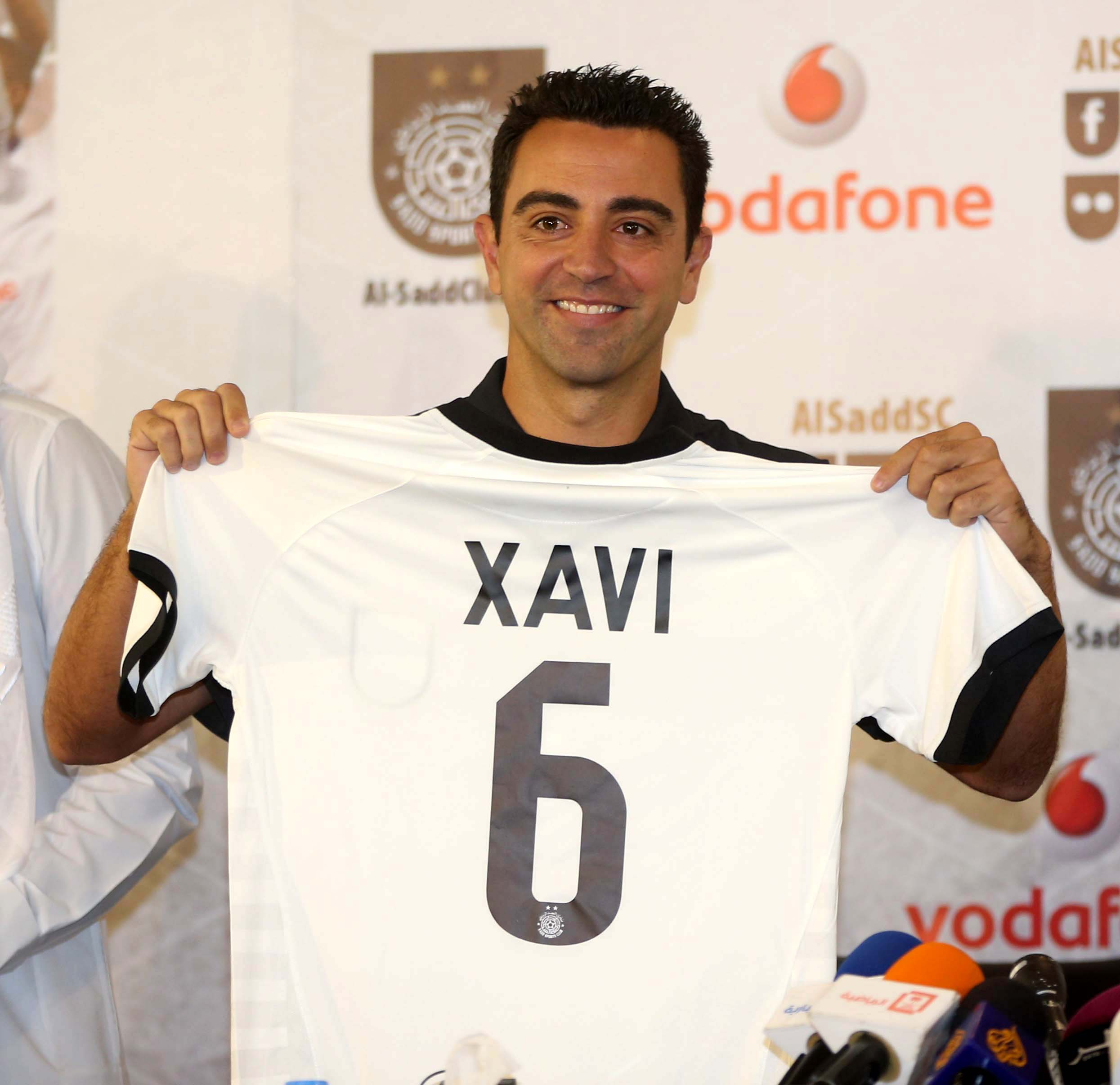
عکس یادگاری ژاوی با لباس السد بعد از پیوستن به این تیم

در ۲۱ می ۲۰۱۵، ژاوی اعلام کرد که در پایان فصل ۲۰۱۵–۲۰۱۴ با قراردادی سه ساله به باشگاه السد قطر خواهد پیوست. به گفته ایجنت او، این قرارداد شامل سفیر شدن او در جام جهانی فوتبال ۲۰۲۲ در قطر و همچنین شروع دوره مربیگری می‌شود. او اولین بازی خود را برای السد در پیروزی ۴–۰ مقابل مسیمیر در ۱۳ سپتامبر ۲۰۱۵ انجام داد و در اولین گل این تیم پاس‌گل داد. در بازی بعدی، او اولین گل خود را برای این باشگاه در تساوی ۲–۲ مقابل ام صلال به ثمر رساند. السد رقابت‌های لیگ را در رده سوم به پایان رساند و آنها را در جایگاهی برای فصل آینده لیگ قهرمانان آسیا قرار داد. ژاوی در طول فصل سه گل به ثمر رساند. در لیگ قهرمانان، السد در ضربات پنالتی توسط تیم اماراتی الجزیره از دور مقدماتی حذف شد. ژاوی ضربه پنالتی خود را از دست داد.

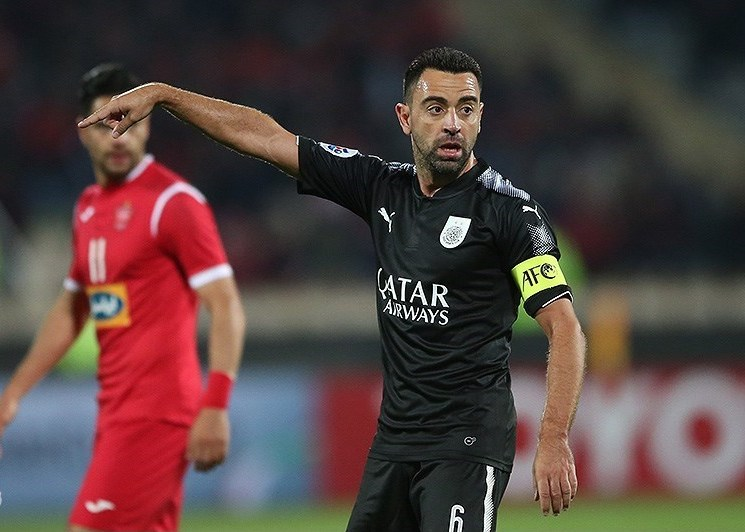
ژاوی در حال بازی برای السد در لیگ قهرمانان آسیا در مقابل پرسپولیس در سال ۲۰۱۸

ژاوی اولین جام خود را با السد پس از پیروزی ۲–۱ مقابل الجیش در فینال جام ولیعهد قطر در ۲۹ آوریل ۲۰۱۷ به دست آورد. در ۱۰ نوامبر ۲۰۱۷، ژاوی گفت که زمانی که قراردادش با السد در پایان فصل ۲۰۱۸–۲۰۱۷ به پایان برسد، بازنشسته خواهد شد و بعداً حرفه مربیگری را دنبال خواهد کرد. به هر حال، او این برنامه‌ها را به تعویق انداخت و در ۲۴ می ۲۰۱۸ قرارداد خود را به مدت دو سال تمدید کرد. در اکتبر ۲۰۱۸، السد با کاپیتانی ژاوی به نیمه نهایی لیگ قهرمانان آسیا ۲۰۱۸ رسید اما با نتیجه ۲–۱ توسط پرسپولیس حذف شد.

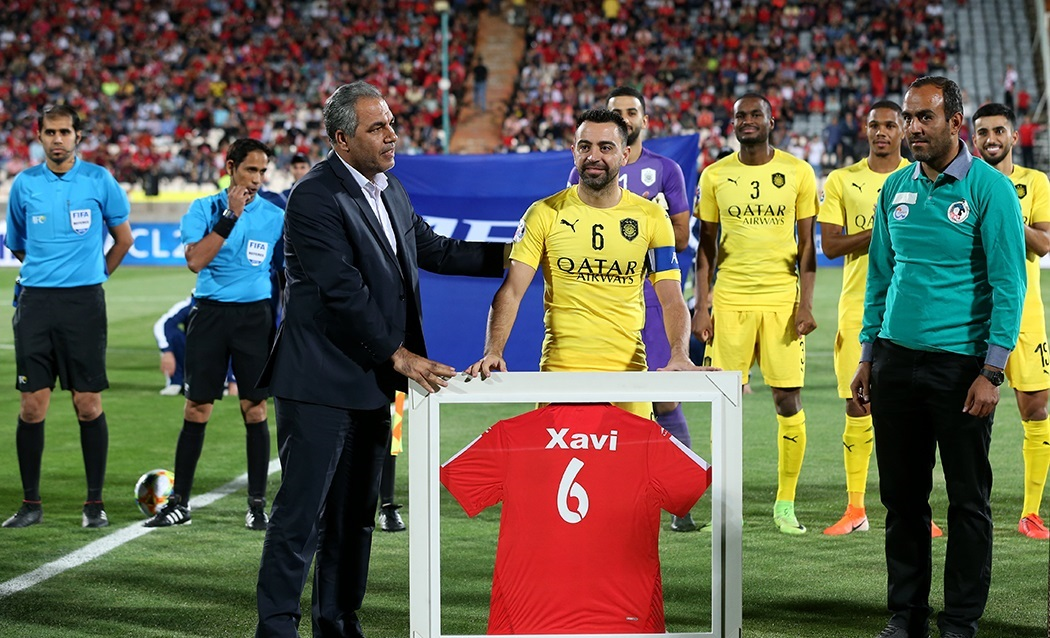
عکس یادگاری ژاوی در آخرین بازی خود در تهران

در ۲ می ۲۰۱۹، ژاوی اعلام کرد که در پایان فصل لیگ ستارگان قطر از فوتبال حرفه‌ای خداحافظی می‌کند. در ۲۰ می ۲۰۱۹، ژاوی آخرین بازی دوران حرفه‌ای خود را مقابل پرسپولیس در تهران انجام داد که با شکست ۲–۰ به پایان رسید و آخرین بازی السد در گروه لیگ قهرمانان آسیا بود. او قبل از بازی اعلام کرد که دوست دارد پس از بازنشستگی در قطر بماند و به دنبال شروع دوران مربیگری است و اظهار داشت: «ایده این است که به عنوان مربی در قطر شروع کنم تا خودم را محک بزنم و تجربه کسب کنم.»

## عملکرد ملی
ژاوی برای اسپانیا در المپیک ۲۰۰۰، جام جهانی ۲۰۰۲، یورو ۲۰۰۴، جام جهانی ۲۰۰۶، یورو ۲۰۰۸، جام کنفدراسیون‌ها ۲۰۰۹، جام جهانی ۲۰۱۰۰، یورو ۲۰۱۲، جام کنفدراسیون‌ها ۲۰۱۳ و جام جهانی ۲۰۱۴ بازی کرد. او در سال ۱۹۹۹ بخشی از تیم اسپانیا بود که قهرمان جام جهانی جوانان فیفا در نیجریه شد و ژاوی نیز دو گل در این مسابقات به ثمر رساند.

### جام ملت‌های اروپا ۲۰۰۸
ژاوی پس از شکست یک بر صفر آلمان در فینال، به عنوان بهترین بازیکن یورو ۲۰۰۸ انتخاب شد. ژاوی در میانه میدان مسلط بود، جایی که پاس دادن و بازی‌سازی او برای موفقیت اسپانیا بسیار مهم بود. اندی راکسبرو، رئیس کمیته فنی یوفا، گفت: «ما ژاوی را انتخاب کردیم زیرا او مظهر سبک بازی اسپانیایی است. او در کل مالکیت توپ، پاس دادن و نوع بازی نافذی که اسپانیا انجام داد، تأثیرگذار بود.»

### جام جهانی ۲۰۱۰
ژاوی در ترکیب اسپانیا برای جام جهانی ۲۰۱۰ آفریقای جنوبی قرار گرفت و در نهایت اسپانیا اولین جام جهانی خود را برد. او دقیق‌ترین پاس‌ها، ۵۹۹ پاس را با درصد موفقیت ۹۱ درصد ارائه کرد و بیش از هر بازیکن دیگری در مسابقات، توپ را در محوطه ۱۸ قدمی عبور داد. در فینال او ۵۷ پاس نیمه دقیق رو به جلو انجام داد. او در فینال مسافتی نزدیک به ۱۵ کیلومتر را طی کرد.

## عملکرد مربیگری

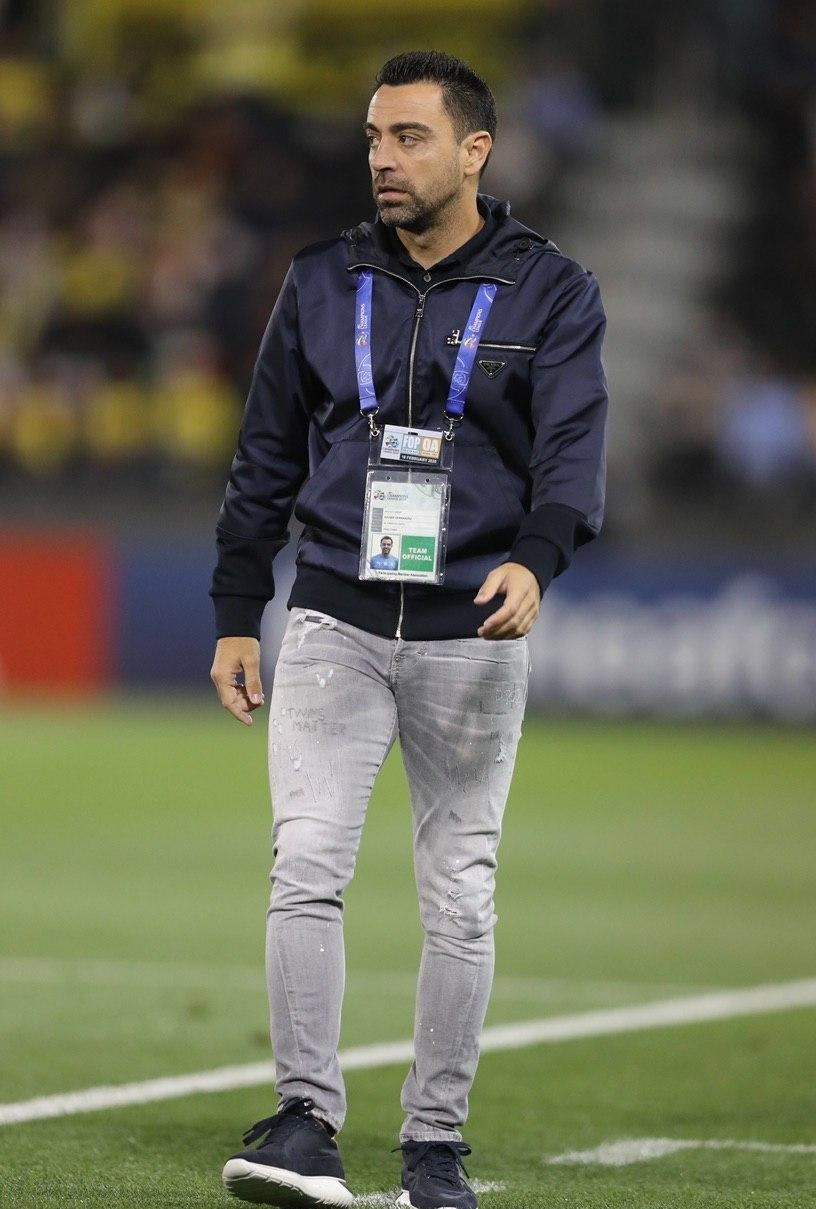
ژاوی در حال تمرین.

### السد
در ۲۸ می ۲۰۱۹ اعلام شد که ژاوی با قراردادی دو ساله هدایت السد را برعهده خواهد گرفت. ژاوی به باشگاه کمک کرد تا به نیمه نهایی لیگ قهرمانان آسیا برسد، جایی که آنها در مجموع ۶–۵ توسط باشگاه فوتبال الهلال حذف شدند. در لیگ، باشگاه سوم شد. در فصل ۲۰۲۰–۲۰۱۹، ژاوی تیمش را به قهرمان در سه تورنمنت داخلی رساند. در لیگ قهرمانان آسیا ۲۰۲۰، السد به مرحله یک‌هشتم نهایی صعود کرد اما با نتیجه یک بر صفر به باشگاه فوتبال پرسپولیس باخت و حذف شد.

ژاوی در کنفرانس خبری پیش از این بازی، در توصیف باشگاه‌های ایرانی گفت:
«به بازیکنان گفتم همیشه با روحیه‌ترین بازی‌هایی که در دوران حرفه‌ای‌ام انجام داده‌ام، مقابل تیم‌های ایرانی از جمله پرسپولیس و استقلال است که با اشتیاق زیادی بازی می‌کند.»
او در طول ۹۷ بازی خود در هدایت السد، به مدت دو سال و نیم، این باشگاه را به هفت جام رساند. در ۳ نوامبر ۲۰۲۱، السد در آخرین بازی خود مقابل الدحیل به تساوی ۳–۳ رسید. دو روز بعد السد از انتقال ژاوی به بارسلونا با پرداخت بند فسخ او خبر داد.

### بارسلونا
در ۶ نوامبر ۲۰۲۱، ژاوی به عنوان سرمربی جدید به جای رونالد کومان با قراردادی تا ژوئن ۲۰۲۴ به باشگاه سابق خود بارسلونا بازگشت.
در اولین بازی خود به عنوان سرمربی، بارسلونا رقیب محلی خود، اسپانیول را با نتیجه ۱–۰ در نیوکمپ در لالیگا شکست داد و اولین دربی کاتالونیایی خود را به عنوان سرمربی برد. در ۴ دسامبر، ژاوی اولین شکست خود را به عنوان سرمربی بارسلونا پس از باخت ۱–۰ مقابل رئال بتیس در خانه در مسابقات لالیگا متحمل شد. در اولین بازی ژاوی در لیگ قهرمانان اروپا، او با دو بازی باقی مانده در مرحله گروهی هدایت این تیم را بر عهده گرفت. پس از تساوی ۰–۰ با بنفیکا در نیوکمپ در ۲۳ نوامبر و باخت ۳–۰ به بایرن مونیخ در ۸ دسامبر در آلیانز آرنا، بارسلونا در مرحله گروهی سوم شد و به مرحله حذفی لیگ اروپا رفتند.
در ۱۲ ژانویه ۲۰۲۲، بارسلونا در اولین ال‌کلاسیکوی خود در نیمه نهایی سوپرکاپ اسپانیا، در پایان وقت اضافه با نتیجه ۲–۳ مغلوب رئال مادرید شد. بارسلونا پس از شکست ۲–۳ مقابل اتلتیک بیلبائو در پایان وقت اضافه در مرحله یک‌هشتم نهایی، زودتر از موعد از کوپا دل ری کنار رفت. در پنجره نقل و انتقالات زمستانی، بارسلونا با جذب فران تورس و پیر امریک اوبامیانگ و آداما ترائوره به صورت قرضی، خط حمله خود را تقویت کرد. پس از چند ماه اول سخت برای ژاوی، بارسلونا به سرعت فرم خود را تغییر داد و خریدهای جدید نقش مهمی در این روند داشتند. این تیم با پیروزی ۱–۰ مقابل آلاوس در لالیگا وارد یک سری ۱۴ بازی بدون شکست شد و در این دوره از ۱۱ بازی در ۶ بازی ۴ گل به ثمر رساند و به مرحله یک چهارم نهایی لیگ اروپا نیز راه یافت. در ۲۰ مارس، ژاوی اولین ال‌کلاسیکو خود را به عنوان سرمربی برد که رئال مادرید را ۴–۰ در لالیگا در سانتیاگو برنابئو شکست داد و به زنجیره باخت‌های پنج بازی خود پایان داد و روند شکست ناپذیری خود را به ۱۲ بازی افزایش داد. در ۱۴ آوریل، ژاوی و مردانش که در آستانه یک بازگشت بزرگ بودند، توسط اینتراخت فرانکفورت از مرحله یک چهارم نهایی لیگ اروپا حذف شدند و به پانزده بازی بدون شکست خود پایان دادند. در لالیگا، او زمانی که سرمربی بارسلونا شد جایگاه بارسلونا در نهم قرار داشت و در پایان رقابت‌ها به مقام دوم رسید. همچنین بازیکنان اسبق بارسلونا در مستند توپ را بگیر توپ را پاس بده ۲۰۰۹ معتقد بودند روزی ژاوی جانشین کرایف و گواردیولا در سرمربی گری باشگاه می‌شود.

## افتخارات

### باشگاهی

#### بارسلونا
- لالیگا (۸): ۹۹–۱۹۹۸، ۰۵–۲۰۰۴، ۰۶–۲۰۰۵، ۰۹–۲۰۰۸، ۱۰–۲۰۰۹، ۱۱–۲۰۱۰، ۱۳–۲۰۱۲، ۱۵–۲۰۱۴
- کوپا دل ری (۳): ۰۹–۲۰۰۸، ۱۲–۲۰۱۱، ۱۵–۲۰۱۴
- سوپرجام اسپانیا (۶): ۲۰۰۵، ۲۰۰۶، ۲۰۰۹، ۲۰۱۰، ۲۰۱۱، ۲۰۱۳
- لیگ قهرمانان اروپا (۴): ۰۶–۲۰۰۵، ۰۹–۲۰۰۸، ۱۱–۲۰۱۰، ۱۵–۲۰۱۴
- سوپرجام اروپا (۲): ۲۰۰۹، ۲۰۱۱
- جام باشگاه‌های جهان (۲): ۲۰۰۹، ۲۰۱۱

#### السد قطر
- لیگ ستارگان قطر: ۱۹–۲۰۱۸
- جام امیر قطر: ۲۰۱۷
- سوپرجام قطر: ۲۰۱۷
- جام ولیعهد قطر: ۲۰۱۷

### ملی

#### جوانان اسپانیا
- جام جهانی جوانان زیر ۲۰ سال: ۱۹۹۹
- مدال نقرهٔ المپیک تابستانی: ۲۰۰۰

#### اسپانیا
- جام جهانی: ۲۰۱۰
- جام ملت‌های اروپا (۲): ۲۰۰۸، ۲۰۱۲

### سرمربی

#### السد
- لیگ ستارگان قطر: ۲۱–۲۰۲۰
- جام امیر قطر (۲): ۲۰۲۰، ۲۰۲۱
- سوپرجام قطر: ۲۰۱۹
- جام ولیعهد قطر (۲): ۲۰۲۰، ۲۰۲۱
- جام ستارگان قطر: ۲۰–۲

لالیگا۲۰۲۳

### افتخارات فردی
- جزء سه نامزد نهایی توپ طلا: ۲۰۰۹، ۲۰۱۰، ۲۰۱۱
- بهترین بازیکن جام ملت‌های اروپا: ۲۰۰۸
- بهترین بازیساز جهان از نگاه فدراسیون بین‌المللی تاریخ و آمار فوتبال: ۲۰۰۸، ۲۰۰۹، ۲۰۱۰، ۲۰۱۱[۶۶]
- بهترین هافبک فصل لالیگا: ۰۹–۲۰۰۸، ۱۰–۲۰۰۹، ۱۱–۲۰۱۰

## آمار مربیگری
تا تاریخ ۲۹ مه ۲۰۲۴
| تیم      | کشور    | از            | تا            | رکورد | رکورد | رکورد | رکورد | رکورد   |
| تیم      | کشور    | از            | تا            | بازی  | برد   | مساوی | باخت  | پیروز % |
| -------- | ------- | ------------- | ------------- | ----- | ----- | ----- | ----- | ------- |
| السد     | قطر     | ۲۸ مه ۲۰۱۹    | ۶ نوامبر ۲۰۲۱ | ۱۰۲   | ۶۷    | ۱۷    | ۱۸    | ۰۶۶     |
| بارسلونا | اسپانیا | ۶ نوامبر ۲۰۲۱ | ۲۷ مه ۲۰۲۴    | ۱۴۲   | ۸۹    | ۲۴    | ۲۹    | ۰۶۳     |
| مجموع    | مجموع   | مجموع         | مجموع         | ۲۴۴   | ۱۵۶   | ۴۱    | ۴۷    | ۰۶۴     |

## آمار ملی

### بازی‌های ملی
| اسپانیا | اسپانیا | اسپانیا | اسپانیا |
| سال     | بازی    | گل      | پاس گل  |
| ------- | ------- | ------- | ------- |
| ۲۰۰۰    | ۱       | ۰       | ۰       |
| ۲۰۰۱    | ۱       | ۰       | ۰       |
| ۲۰۰۲    | ۹       | ۰       | ۰       |
| ۲۰۰۳    | ۵       | ۰       | ۰       |
| ۲۰۰۴    | ۶       | ۰       | ۰       |
| ۲۰۰۵    | ۱۱      | ۱       | ۲       |
| ۲۰۰۶    | ۱۰      | ۲       | ۱       |
| ۲۰۰۷    | ۱۱      | ۳       | ۲       |
| ۲۰۰۸    | ۱۵      | ۳       | ۵       |
| ۲۰۰۹    | ۱۴      | ۰       | ۴       |
| ۲۰۱۰    | ۱۵      | ۰       | ۵       |
| ۲۰۱۱    | ۹       | ۲       | ۳       |
| ۲۰۱۲    | ۱۲      | ۱       | ۳       |
| ۲۰۱۳    | ۱۱      | ۱       | ۰       |
| ۲۰۱۴    | ۳       | ۰       | ۰       |
| مجموع   | ۱۳۳     | ۱۳      | ۲۵      |

### گل‌های ملی
| شماره | تاریخ           | میزبان     | بازی ملی | حریف         | نتیجه | رقابت                         |
| ----- | --------------- | ---------- | -------- | ------------ | ----- | ----------------------------- |
| ۱     | ۲۶ مارس ۲۰۰۵    | سالامانکا  | ۲۴       | چین          | ۳–۰   | دوستانه                       |
| ۲     | ۶ سپتامبر ۲۰۰۶  | بلفاست     | ۴۱       | ایرلند شمالی | ۲–۳   | مقدماتی جام ملت‌های اروپا ۲۰۰۸ |
| ۳     | ۱۱ اکتبر ۲۰۰۶   | مورسیا     | ۴۳       | آرژانتین     | ۲–۱   | دوستانه                       |
| ۴     | ۲ ژوئن ۲۰۰۷     | ریگا       | ۴۷       | لتونی        | ۲–۰   | مقدماتی جام ملت‌های اروپا ۲۰۰۸ |
| ۵     | ۱۲ سپتامبر ۲۰۰۷ | ابیه‌دو     | ۵۰       | لتونی        | ۲–۰   | مقدماتی جام ملت‌های اروپا ۲۰۰۸ |
| ۶     | ۲۱ نوامبر ۲۰۰۷  | لاس پالماس | ۵۴       | ایرلند شمالی | ۱–۰   | مقدماتی جام ملت‌های اروپا ۲۰۰۸ |
| ۷     | ۴ ژوئن ۲۰۰۸     | سانتاندر   | ۵۸       | آمریکا       | ۱–۰   | دوستانه                       |
| ۸     | ۲۶ ژوئن ۲۰۰۸    | وین        | ۶۲       | روسیه        | ۳–۰   | جام ملت‌های اروپا ۲۰۰۸         |
| ۹     | ۲۰ اوت ۲۰۰۸     | کپنهاگ     | ۶۴       | دانمارک      | ۳–۰   | دوستانه                       |
| ۱۰    | ۲۹ مارس ۲۰۱۱    | کاوناس     | ۱۰۱      | لیتوانی      | ۳–۱   | مقدماتی جام ملت‌های اروپا ۲۰۱۲ |
| ۱۱    | ۶ سپتامبر ۲۰۱۱  | لگرنیو     | ۱۰۳      | لیختن‌اشتاین  | ۶–۰   | مقدماتی جام ملت‌های اروپا ۲۰۱۲ |
| ۱۲    | ۷ سپتامبر ۲۰۱۲  | پنتبدرا    | ۱۱۶      | عربستان      | ۵–۰   | دوستانه                       |
| ۱۳    | ۱۱ اکتبر ۲۰۱۳   | پالما      | ۱۲۹      | بلاروس       | ۲–۱   | مقدماتی جام جهانی ۲۰۱۴        |

## سبک بازی
ژاوی یکی از بهترین بازی سازهای نسل خود است. توانایی ژاوی متکی بر پیدا کردن و بهره‌وری از فضا است. خود ژاوی در این مورد می‌گوید «این چیزی است که من انجام می‌دهم، نگاه برای پیدا کردن فضا. هر روز. من همیشه نگاه می‌کنم تا فضایی پیدا کنم». از مهارت‌های ژاوی دید و بازی خوانی عالی، پاس‌های دقیق نقطه‌ای و توانایی کنترل توپ در سطح جهانی است که به او این اجازه را می‌دهد که در جریان بازی توپ از دست نرود. توانایی ژاوی در کنترل بازی به او لقب عروسک استاد را داده است. توانایی منحصربه‌فرد دیگر در بازی ژاوی چرخش‌های هوشمندانه و زیبای اوست که مداوما تکرار می‌شود و بازی را از روزنه‌های بسته به فضاهای بازتر منتقل می‌کند.
همچنین او در کنار آندرس اینیستا در میانه زمین صاحب سبک تیکی تاکا بودند، پاس‌های کوتاهی که بین این دو رد و بدل می‌شد حریف را دیوانه می‌کردند و سر الکس فرگوسن می‌گفت:ما زمانی که با بارسلونا بازی داشتیم مشکل ما مسی نبود، مشکل ما ژاوی و اینیستا بودند که یک روز کامل می‌توانستند توپ را پیش خود نگه دارند!